# Дом Тупицыных
Дом Тупицыных в Перми — особняк на перекрёстке улиц Петропавловской и 25-го Октября, памятник градостроительства и архитектуры.

## История
Особняк на Петропавловской улице был построен по проекту пермского архитектора А. Б. Турчевича в 1888 году для купеческой семьи Тупицыных, пионеров фосфорного производства в Российской империи. Здание было каменным трёхэтажным с двумя башенками. Ранее на этом месте с 1873 года стоял полукаменный дом Ташлыкова, а ещё ранее — снесённый из-за ветхости деревянный особняк чиновника Макке.
Этот особняк, удачно расположенный в центре города, братья Тупицыны сдавали в аренду. В нём находилось управление контроля железной дороги, около года в особняке проживал медик, педагог и историк-краевед Василий Никифорович Шишонко, являвшийся мужем сестры Тупицыных Веры Евграфовны.
В 1912 году особняк Тупицыных был приобретён для своего отделения Крестьянским поземельным банком, который размещался в нём вплоть до закрытия 25 ноября 1917 года в соответствии с декретом Совнаркома «Об упразднении Государственного дворянского земельного и Крестьянского поземельного банков»
После закрытия банка с 1 октября 1918 года в здании обосновались 3-я армия Красной Армии, Чрезвычайная Комиссия по борьбе с контрреволюцией. В 1920 году её сменил Дом Союзов, в который входили профсоюзные организации, в том числе «Рабис» — союз работников искусства. Рядом с ними был организован радиоузел, позволивший принимать в Перми радиопередачи из других городов. В 1938 году бывший дом Тупицыных заняли органы Госбезопасности. К особняку был возведён дополнительный пристрой с третьей башенкой.
Ныне здесь находится Управление ФСБ России по Пермскому краю.